# Museo Arqueológico de Vall de Uxó
El Museo Arqueológico Municipal de Vall de Uxó (Provincia de Castellón, España) cuenta con un numeroso fondo de materiales arqueológicos que abarcan desde la Prehistoria hasta el siglo XIX, todos ellos procedentes de excavaciones arqueológicas realizadas. Los materiales arqueológicos recuperados hasta el momento pertenecen a la época ibérica, con abundantes cerámicas griegas de importación y otros materiales procedentes del comercio con los pueblos del Mediterráneo.
Contiene también materiales de otros periodos, como el área de enterramientos de la Edad del Bronce localizada a mitad del pasillo que da acceso a la sala del fondo de la Cueva. Aquí se hallaron los restos óseos de ocho individuos de diferentes edades, enterrados en posición fetal y acompañados de sus ajuares funerarios. Este conjunto funerario es excepcional por su conservación, por lo que se realizó un molde exacto en fibra de vidrio para su posterior exposición al público. Son destacables también las numerosas piezas de cerámica de esta época que se han encontrado durante las excavaciones, todas ellas hechas a mano y muchas, con  decoración incisa. El yacimiento tiene también restos de época romana tardía. 
En el entorno se han localizado otros poblados cuya cronología se adscribe también a la Edad del Bronce, aunque no han sido excavados.